# Niko og de flyvende rensdyr
Niko og de flyvende rensdyr (originaltitel: Niko – Lentäjän poika) er en finsk-dansk-irsk-tyske computeranimeret julefilm – familiefilm for alle aldre. Den kom i biografen i december 2008. A Film har været med til at lave den.

## Danske stemmer
- Oliver Ryborg som Niko
- Jens Jacob Tychsen som julius
- Kaya Brüel som Wilma
- Niels Olsen som Sprinter
- Thomas Mørk som Stormvind
- Vicki Berlin som Effie

## Eksterne kilder og henvisninger
- Om filmen på dr.dk
- Niko og de flyvende rensdyr på Internet Movie Database (engelsk)
- Niko og de flyvende rensdyr på Filmdatabasen
- Niko og de flyvende rensdyr på danskfilmogtv.dk
- Niko og de flyvende rensdyr på Scope
- Niko og de flyvende rensdyr i Svensk Filmdatabas (svensk)
- Niko og de flyvende rensdyr i Svensk mediedatabas (svensk)
- Niko og de flyvende rensdyr på AlloCiné (fransk)
- Niko og de flyvende rensdyr på MovieMeter (nederlandsk)
- Niko og de flyvende rensdyr på AllMovie (engelsk)
- Niko og de flyvende rensdyr på Turner Classic Movies (engelsk)